# Carl Strommen
Carl Strommen (1940) is een Amerikaans componist, muziekpedagoog en dirigent.

## Levensloop
Strommen studeerde eerst Engelse literatuur aan de Long Island Universiteit in Brookville (New York), waar hij zijn Bachelor of Arts behaalde. Aansluitend studeerde hij muziek aan het City College van de (CUNY) in New York, waar hij zijn Master of Music behaalde. Zijn studies voltooide hij aan de befaamde Eastman School of Music in Rochester, New York.
Aanvankelijk was hij dirigent van de harmonieorkesten aan de Mamaroneck Public Schools in Mamaroneck (New York), aan de kust van Long Island. Aansluitend werd hij professor voor orkestratie, compositie en arrangement aan het C.W. Post College van de Long Island Universiteit in Brookville (New York).
Hij is in de Verenigde Staten als een vooraanstaande componist van instrumentale en vocale muziek bekend en vooral zijn pedagogische werken spelen een grote rol in de opleiding van jonge muzikanten. Van de American Society of Composers, Authors and Publishers (ASCAP) werd hij meerdere malen onderscheiden voor zijn composities. Hij werkt ook als docent op workshops en cursussen voor dirigenten van harmonieorkesten en is een veelgevraagd gast-dirigent.
Als componist schrijft hij vooral werken voor harmonieorkesten, orkesten, jazzbands en vocale muziek.

## Composities

### Werken voor orkest
- Bluegrass Blowout, voor strijkorkest
- Festive Dance
- Go for Baroque, voor strijkorkest
- Good News Blues, voor strijkorkest
- Irish Song
- Stone Mountain Stomp, voor strijkorkest en piano
- Prairiesong, voor orkest

### Werken voor harmonieorkest
- 2002 Ramsgate March
- 2005 Elegy
- 2005 Fanfare for a Festival
- 2006 Nalukataq (opdracht van garantie van de Education through Cultural and Historic Organizations (ECHO) voor de Barrow High School Band in Barrow, Alaska)
- Afton Variations
- Annie Laurie
- Back to School Blues
- Ballymore Down
- Barnum Woods (March)
- Blues Machine
- Canterbury Walk
- Centennial
- Chelsea Bridge
- Chorale and Dance
- Cielo De Oro (Golden Sky)
- Cloud Splitter
- Country March
- Cumberland cross
- Dawnswood Overture
- Dedication
- Devon Point
- Don't Feed the Drummers
- Eagle Lake March
- Edgemont Festival Overture
- Flight of the Phoenix
- Flourish for a Celebration
- French Country Dance
- Gigue Française
- Glengarry Way
- Haleakala (House of the Sun)
- Harlequins Court March
- Highbridge Way
- Highlander
- In Their Honor
- Into the Wind
- Invocation and Dance
- King's Row
- Los Matadores
- Mountain Celebrations
- Pacifica
- Paths Of Glory
- Prairiesong
- Quaere Verum (Seek the Truth)
- Ravensgate
- Roscommon Way
- Scenes from the Peconic
- Scrimshaw Tales
- Shivaree
- Skywalker
- Sleighing Song
- Storm Mountain Jubilee
- Suo Gân
- The Grand Tetons, ouverture
- To a Distant Place
- Tir Na Nog (A Celtic Legend)
- Tribute
- Variations On A Sailing Song

### Werken voor koren
- 1982 Coventry Carol, voor gemengd koor
- 1984 Like an Eagle, voor gemengd koor
- 1984 Summer Wind, voor gemengd koor
- 1987 Together we Stand, voor gemengd koor
- 1997 Aura Lee, voor gemengd koor
- 2004 Setting Sail (Freedom of the Spirit), voor gemengd koor, harmonieorkest en piano - tekst: Walt Whitmans «Leaves of Grass» (ter gelegenheid van het 50-jarige jubileum van het C.W. Post College van de Long Island Universiteit in Brookville (New York))
- A Christmas Promise, voor gemengd koor, gitaar en drums
- A New Tomorrow, voor gemengd koor
- American Hymn, voor gemengd koor en piano
- Ash Grove, voor driestemmig vrouwenkoor (SSA) en piano
- Awake, Awake: A Joyous Noel, voor driestemmig gemengd koor
- Bring A Torch Jeanette Isabella, voor gemengd koor
- British Grenadiers, voor mannenkoor
- Christmas in Your Eyes, voor gemengd koor
- Christmas Remembered, voor gemengd koor
- Down by the Riverside, voor gemengd koor
- Dream Angus, voor gemengd koor
- Field of Dreams, voor gemengd koor
- Golden Slumbers, voor gemengd koor
- Heaven's Gate, voor gemengd koor
- Homeward Bound, voor gemengd koor
- I Wish You Peace, voor gemengd koor
- Its Christmas Again, voor gemengd koor
- Let the Love Shine Through, voor gemengd koor
- Let There Be A Voice, voor gemengd koor en piano
- Magnify the Light, voor gemengd koor
- Now And Forever Christmas, voor gemengd koor
- On Rising Wind, voor gemengd koor
- Roast Beef of Old England, voor mannenkoor
- See You in September, voor driestemmig vrouwenkoor
- Seems Like Yesterday, voor gemengd koor en piano - tekst: Antonia Laruccia
- Shining Star, voor driestemmig vrouwenkoor
- Stand As One, voor gemengd koor
- Take Me Home, voor gemengd koor, piano, contrabas en slagwerk
- Take Me to Higher Ground, voor gemengd koor
- The Loveliest Time of the Year, voor gemengd koor, piano en slagwerk
- The Road Less Traveled, voor driestemmig vrouwenkoor (SSA)
- The Shadow of Your Smile, voor gemengd koor
- To the Sky, voor gemengd koor
- Virgin Mary Had a Baby Boy, voor gemengd koor
- We Are the Music, voor gemengd koor
- We Gather Together (Thanksgiving Hymn), voor gemengd koor
- We Sing Feliz Navidad, voor gemengd koor
- Welcome: A Seasonal Greeting, voor driestemmig gemengd koor
- Who Is the Man?, voor gemengd koor

### Werken voor piano
- ... and All That Jazz
- Folk Song Variations
- Piano a la Jazz

## Publicaties
- Carl Strommen: Gershwin by Special Arrangement: Eleven Songs by George Gershwin - Jazz-style Arrangements With a Variation, Warner Bros. Publ., 2001, 28 paginas, ISBN 0 75790055 0
- Carl Strommen: What is a vocal jazz ensemble